# Stanisław Bonifacy Jundziłł

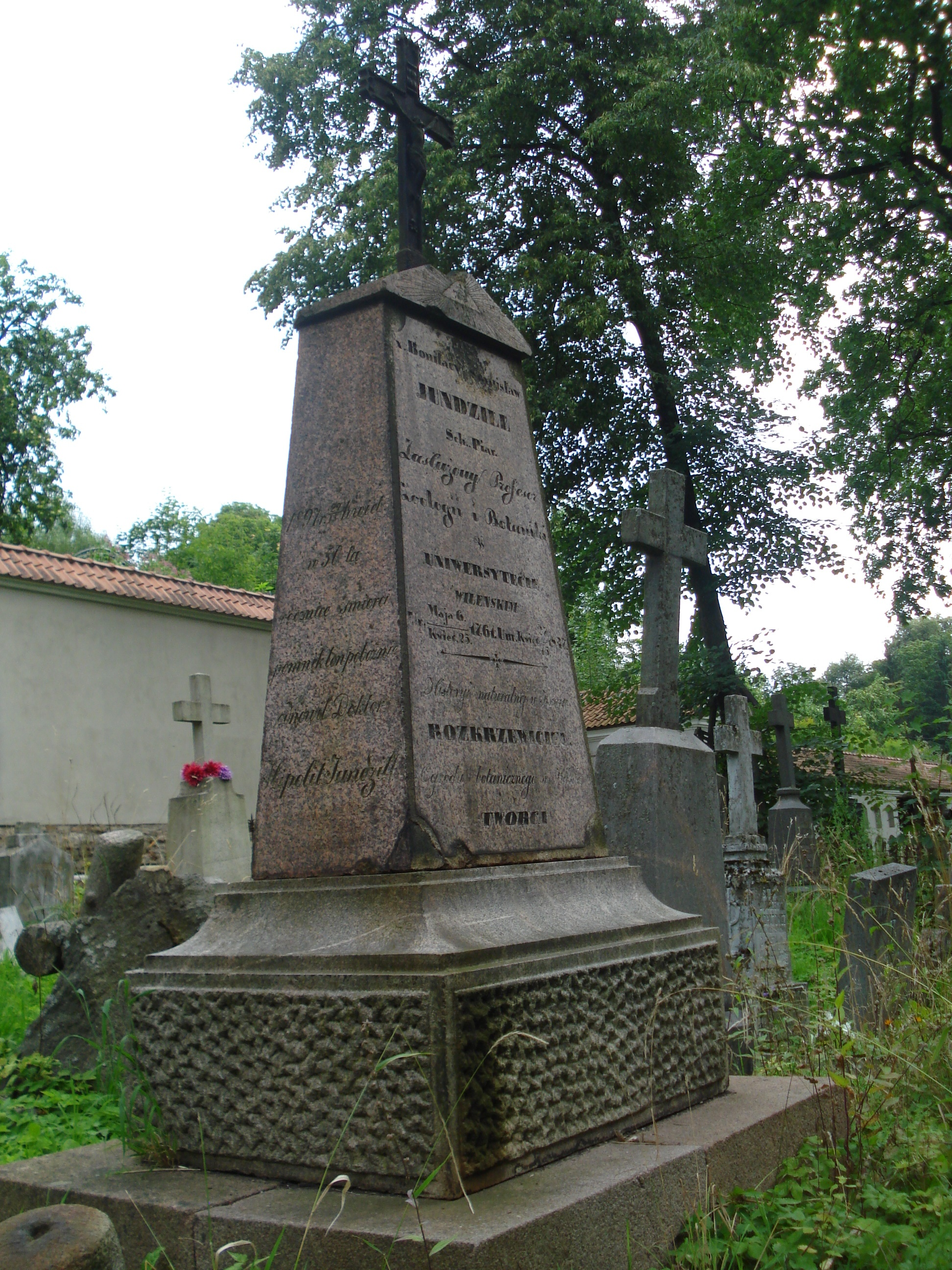
Nagrobek na cmentarzu Bernardyńskim

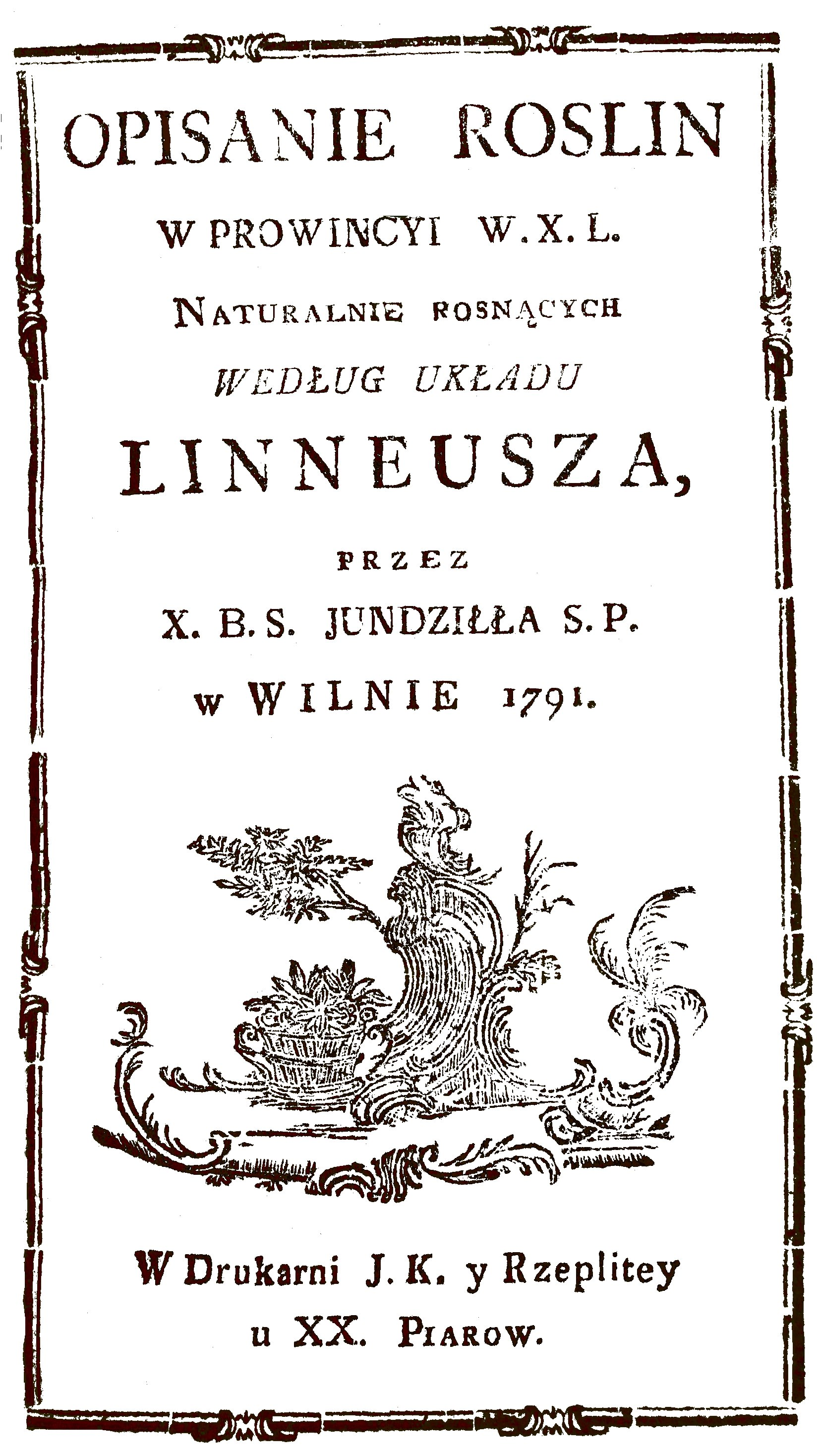
Strona tytułowa Opisania roślin

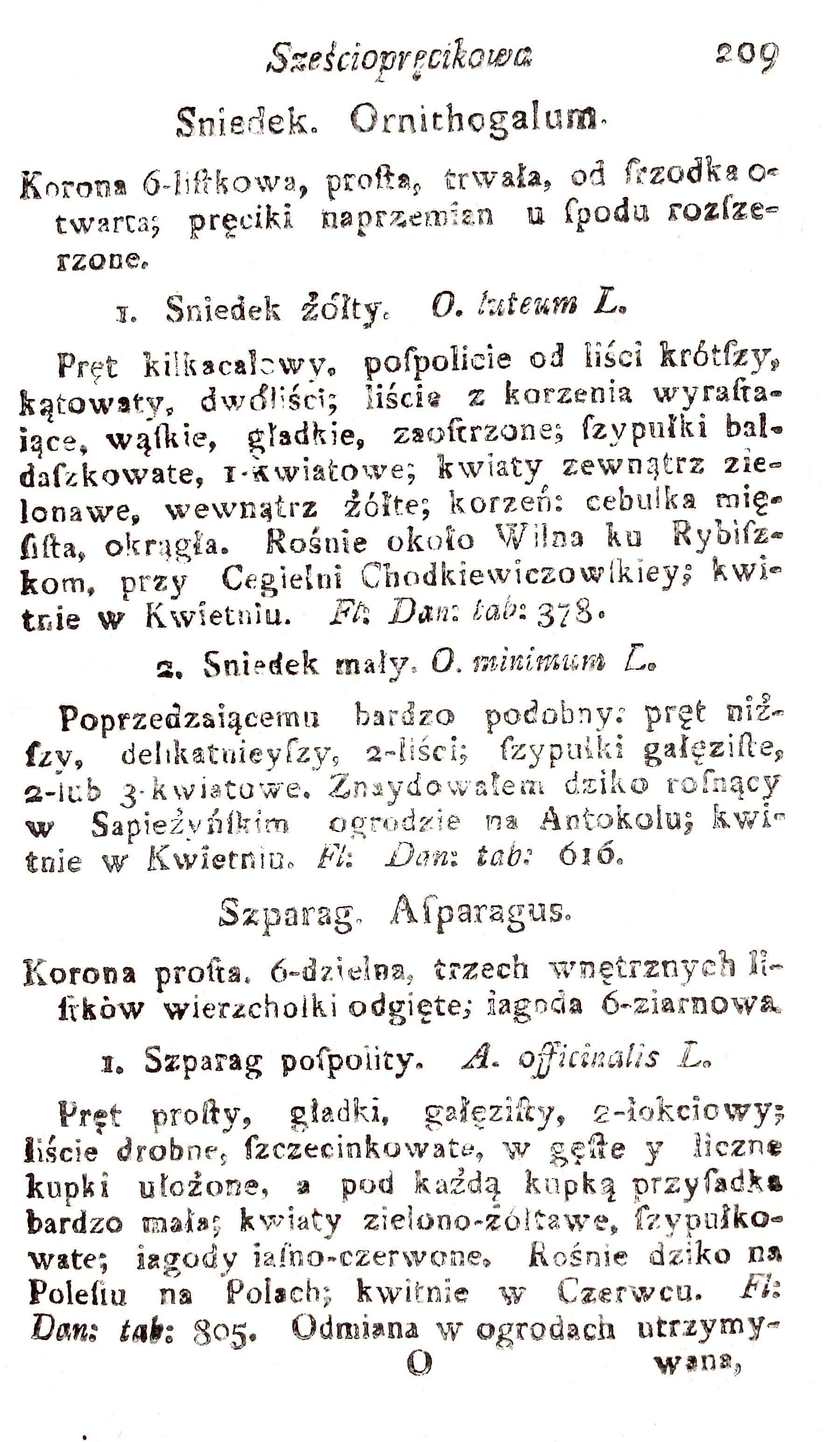
str. 209 z Opisania roślin

Stanisław Bonifacy Jundziłł herbu Łabędź, pseudonim „Wawrzyniec Kostrzyca” (ur. 6 maja 1761 w Jasiańcach, zm. 15 kwietnia 1847 w Wilnie) – polski ksiądz, przyrodnik, w latach 1798–1825 kierownik Ogrodu Botanicznego Szkoły Głównej Wileńskiej, od 1801 członek Towarzystwa Warszawskiego Przyjaciół Nauk, od 1824 profesor historii naturalnej na Cesarskim Uniwersytecie Wileńskim, twórca szeregu polskich nazw botanicznych (S.B.Jundz.); pamiętnikarz.

## Życiorys
Stanisław Bonifacy Jundziłł urodził się w Jasiańcach w województwie wileńskim, w powiecie lidzkim i był synem zagrodowego szlachcica Benedykta Dunin-Jundziłła i Róży z Dowgiałłów. Pochodził z niezamożnej szlachty, na dodatek miał liczne rodzeństwo. Mimo trudności materialnych, dzięki niepospolitym zdolnościom i chęciom udało mu się zdobyć godne podziwu wykształcenie. Młody Jundziłł do osiągnięcia 14. roku życia uczył się łaciny i języka rosyjskiego w domu, pod okiem rodziców oraz przygodnych nauczycieli. Rok 1773 spędził na praktyce u Kazimierza Dowgiałły, prawnika. Dopiero posag trzeciej żony ojca umożliwił mu pójście do szkoły. W latach 1774–1779 uczęszczał do szkół prowadzonych przez pijarów. Początkowo była to szkoła w pobliskiej Lidzie, a następnie w Lubieszowie. Tam intensywnie dokształcał się sam w łacinie, francuskim, geografii i historii. Wtedy też zaniewidział na prawe oko.
Nie mając perspektyw, bogactwa i koneksji, wstąpił do zakonu pijarów (klasztor w Szczuczynie). Nowicjat zaczął w Lubieszowie (1777) i zakończył go ślubami zakonnymi 6 sierpnia 1779. Od początku, w latach 1779-1780, sam zajmując się nauczaniem w Rosieniach (szkoła pijarska) i Wilnie (logika i metafizyka w klasztorze pijarskim), równocześnie (lata 1781-1783) podnosił swoje wykształcenie w Schola Principe Magni Ducatus Lithuaniae (Głównej Szkole Wielkiego Księstwa Litewskiego), studiując tam filozofię i teologię. W roku 1782 przeszedł kurs fizyki, a w 1783 chemii. Po krótkiej przerwie, w latach 1786-1787, w tej samej szkole słuchał wykładów z chemii i zoologii u Forstera a ponadto w 1787 r. odbył prywatny kurs botaniki u J. E. Giliberta profesora historii naturalnej. 
Został księdzem w 1784 roku i w związku z tym krótkotrwałym beneficjentem probostw bystrzyckiego a później merckiego. Ten okres bardzo go zniechęcił do kleru, zwłaszcza do jezuitów. Od 1785 r. w szkole pijarów w Szczuczynie Litewskim uczył fizyki i historii naturalnej. Przy szkole założył ogród botaniczny (jeden z pierwszych w całej I RP), początkowo głównie z roślinami służącymi za pomoce naukowe. Wtedy również rozpoczął kompletowanie zielnika miejscowych roślin. Jundziłł, wraz z kolegami, zreformował miejscowe nauczanie zgodnie z wytycznymi Komisji Edukacji Narodowej. Sam uczył botaniki z podręcznika K. Kluka pt. Botanika dla szkół narodowych. Zakładając zielnik korzystał z Flora Lithuanica Inchoata J. E. Giliberta. Zainteresował się też owadami, hodował na różnych roślinach gąsienice i obserwował poczwarki i motyle. Przy miejscowej posiadłości rodziny Scipio del Campo podstolego litewskiego, gdzie jako ksiądz pełnił wyznaczoną przez zakon funkcję guwernera, założył park. Dzięki rozwijającej się w przyjaźń nowej znajomości nabrał ogłady towarzyskiej, pozbył się akcentu i prowincjonalnej wymowy charakteryzującej jego dotychczasowych litewskich sąsiadów. Następnie w latach 1790-1792 w wileńskim kolegium pijarów uczył w języku polskim (zamiast, zwyczajowo po łacinie) nauk przyrodniczych. Jego wykłady przyciągały nawet studentów miejscowego uniwersytetu. Od 1792 r. rozpoczął wykłady w Szkole Głównej Wielkiego Księstwa Litewskiego. 
Od 1792 r. dzięki stypendium KEN-u w Warszawie (z władzami KEN-u w Wilnie był w niezbyt dobrych stosunkach) miał możliwość obserwowania postępów nauki i dokształcania się za granicą. Podczas podróży zatrzymał się w Krakowie. Był tu przyjmowany przez tamtejszego profesora historii naturalnej Franciszka Sheidta i otrzymał możliwość zwiedzenia uniwersyteckiego ogrodu botanicznego. 10 czerwca 1792 r. Jundziłł przybył do Wiednia. Na miejscu, wielką pomoc mu okazał Józef Jaquin, dyrektor akademickiego ogrodu botanicznego, autor między innymi Flora austriaca. Razem jeździli w teren poznając roślinność, silnie zróżnicowanego, tamtejszego środowiska. Przy okazji zawiązała się między nimi nić przyjaźni, kontynuowanej listownie przez wiele następnych lat. Jundziłł robił też dalsze wycieczki: do Pragi, Drezna, na Węgry (zwiedzał tamtejsze złoża i kopalnie). W ramach samokształcenia z mineralogii i metalurgii zimą 1793 r. wybrał się do Freiburga. Zainteresował się też ludwisarstwem. Podczas swych podróży Jundziłł wszędzie spotykał się z miejscowymi botanikami, obserwował rośliny miejscowe i egzotyczne, dostępne w tamtejszych ogrodach botanicznych, poznawał tajniki hodowli roślin egzotycznych i rozwiązania techniczne zastosowane w szklarniach. Od czerwca 1794 r. (ostatni rozbiór) skończyły się wypłaty stypendium lecz dzięki temu, że wcześniej nie tracił czasu i pilnie się uczył, szybko dostał zlecenie na zorganizowanie ogrodu botanicznego z roślinami lekarskimi przy wiedeńskiej Szkole Weterynaryjnej. Wywiązał się z tego doskonale a przy okazji poznał organizację szkoły weterynaryjnej i wysłuchał wielu wykładów. Stał się znanym specjalistą od ogrodnictwa. Nawiązał kontakty z Hugo Kołłątajem (spotkał go w Dreźnie), Ignacym Potockim oraz księżną Izabelą Czartoryską uzyskując u nich pomoc w najtrudniejszych chwilach. Już po powrocie do Wilna, od wielu z tych znajomych otrzymywał przesyłki z różnymi roślinami do swego ogrodu botanicznego. Podczas pobytu w Wiedniu studiował anatomię zwierząt, fizjologię, patologię, terapię, farmaceutykę no i oczywiście chemię, zoologię i botanikę.
Powrót do Wilna nastąpił w 1797 r. na wciąż oczekujące stanowisko wiceprofesora historii naturalnej w Szkole Głównej W.K.L. Zdobytą z mineralogii i górnictwa wiedzę  wykorzystał, pisząc doktorską rozprawę na temat O wydobywaniu kruszców w różnych krajach i ich rocznej eksploatacji (1798). Uzyskanie tytułu doktora było warunkiem koniecznym dla uzyskania nominacji profesorskiej i rozpoczęcia samodzielnych wykładów z botaniki. W 1800 roku uzyskał doktorat z teologii. Otwierało mu to dostęp do wszelkich stanowisk administracyjnych uczelni oraz funkcji cenzora kościelnego. W 1799 r. Jundziłł przejął od profesora Ferdynanda Spitznagela kierownictwo botanicznego ogrodu. Przeniósł go do Sorokiszek, na teren zakupiony wcześniej przez G. Forstera i wkrótce znacznie wzbogacił w nowe gatunki. W ciągu jego kadencji liczba gatunków wzrosła z 400 do 6500 szt. W 1802 roku został profesorem botaniki oraz zoologii na zreformowanym przez cesarza Cesarskim Uniwersytecie Wileńskim. Nawiązał współpracę z T. Czackim odpowiedzialnym za szkolnictwo i podręczniki. Do 1824 roku zarządzał całą katedrą nauk przyrodniczych (naturalnych) wileńskiego uniwersytetu. Od 1807 r. jako prefekt przeprowadzał też egzaminy nostryfikacyjne osób przybyłych po zagranicznych studiach a chcących pracować w charakterze lekarzy i nauczycieli. Przypadło mu też w udziale opiniowanie i poszukiwanie złóż mineralnych w okolicy. Szukając złóż soli (Wieliczka znalazła się w zaborze austriackim) przemierzył okolice Birż i Kiejdan. Zainspirowany należącym do Chreptowicza wielkim piecem w Wiszniewie zainteresował się miejscowymi rudami żelaza oraz pokładami torfu w Mirze.  W 1792 r. wydał raport O źródłach słonych i soli stokliskiey (Wilno 1792). Dzięki jego doświadczeniom niskoprocentowa solanka odkryta w Stokliszkach mogła być eksploatowana. W 1801 napisał rozprawkę O szarańczy i jej zwalczaniu. Znacznie wzbogacił o zoologiczne eksponaty gabinety przyrodnicze uniwersytetu a także, od podstaw urządził odrębny gabinet mineralogiczny. W 1824 r. przeszedł na emeryturę jako osoba świecka z tytułem profesora wysłużonego. Stało się tak, gdyż zdecydowanie odmówił przyjęcia w ramach emerytury, beneficjum kościelnego z tytułem parocha. Przechodząc na emeryturę przekazał pijarom legat w wysokości 15 tys. rubli z przeznaczeniem na naukę uczniów o nazwisku Jundziłł (legat ten w 1834 r. przeniósł do Instytutu Szlacheckiego). Jako emeryt stopniowo wycofywał się z pracy na uczelni. Jego następcą w 1825 r. został profesor Józef Jundziłł, uczeń i bardzo daleki kuzyn (łączyło ich tylko to samo nazwisko). Przed objęciem katedry z polecenia S. B. Jundziłła zwiedzał on liczące się wówczas europejskie ośrodki naukowe (Paryż, Lejda, Królewiec, Londyn) więc obejmując katedrę był bardzo dobrze przygotowany do czekających go zadań. Niedługo później J. Jundziłł przejął także opiekę nad ogrodem botanicznym. 
Wolny od obowiązków Jundziłł rozpoczął podróże. Najpierw pojechał do Warszawy i zwiedził uczelniany ogród botaniczny i tamtejszą pomologię. Obejrzał też prywatny, lecz dość sławny, zbiór roślin gen. Rauchenstraucha. Stamtąd, dla poratowania zdrowia wyjechał do Karlsbadu (1826). Wracając odwiedził Wrocław i tamtejszy ogród botaniczny, wówczas kierowany przez Trewiranusa. Kolejne leczenie mogło odbywać się w Warszawie, gdzie tymczasem  zbudowano łaźnie z wodami karlsbadzkimi. Niedaleko, w Helenowie u Tadeusza Ostrowskiego mógł zapoznać się z zielnikiem szwajcarskiego (1833) systematyka Decandolla, twórcy systemu naturalnego. Zaznajomił się też z Michałem Szubertem ówczesnym dyrektorem warszawskiego Ogrodu Botanicznego. Z kolejnej podróży leczniczej do Karlsbadu Jundziłł wracał (1835) przez Prusy. W swoim pamiętniku odnotował masową obecność języka polskiego wśród mieszkańców Wielkiego Księstwa Poznańskiego. Będąc przejazdem w Malborku odmówił zwiedzania krzyżackiego zamku, co skomentował w pamiętniku:   "odwróciłem oczy od nieczystego gniazda[...]z włóczęgów całego świata złożonego zakonu...”
Pod koniec swej kariery uniwersyteckiej Jundziłł popadł w konflikty z nowymi wykładowcami. Konflikt z Frankiem powstał na tle jego dość wesołego trybu życia, który dla człowieka wychowanego w zakonie był dość rażący. Konflikt z Ludwikiem Bojanusem i Forsterem powstał na tle ich kosmopolityzmu i braku patriotyzmu (np. Bojanus na okres kampanii napoleońskiej wyjechał do Petersburga, nie troszcząc się zupełnie o swój wydział i eksponaty). Jundziłł mimo niewątpliwego patriotyzmu, zwalczał na uczelni filomatów i filaretów za mało racjonalne podejście do sprawy (początki Romantyzmu) no i ze względu na groźbę zamknięcia uczelni przez władze carskie, co jak przewidział i tak nastąpiło w 1832 r.  Ogród botaniczny uległ wtedy stopniowemu zniszczeniu. Jundziłł coraz bardziej podupadał na zdrowiu, na domiar oślepł zupełnie. 
Zmarł 15 kwietnia 1847 w Wilnie. Pochowano go na cmentarzu Bernardyńskim. Józef Jundziłł wystawił w tym miejscu pomnik z napisem Historyi naturalnej w Kraju rozkrzewiciel, Ogrodu Botanicznego w Wilnie twórca. Jego imieniem nazwano ulicę na Kojranach w Wilnie.
Jundziłł był od 1805 r. redaktorem i aktywnym współtwórcą miesięcznika pt. Dziennik Wileński. Na jego łamach propagował botanikę ukazując korzyści z jej znajomości. Pisał artykuły z mineralogii, zoologii, ogrodnictwa, weterynarii, gospodarstwa domowego itp. Zajmował się też satyrą – jako Wawrzyniec Kostrzyca wydawał satyryczne pismo pt. Bibliophobia w którym opisywał historię fikcyjnej Rzyczypospolitej babińskiej z wyraźnymi odniesieniami do rzeczywistych współczesnych postaci. Od 1781 r. pisał pamiętniki, jednak najwięcej czasu poświęcił im, już na emeryturze, skupiając się głównie na opisie wydarzeń związanych z Uniwersytetem wileńskim, wileńską kulturą, nauką i wydarzeniami których był świadkiem. Część jego pamiętników, za pośrednictwem Adama Mickiewicza trafiła do Biblioteki Polskiej w Paryżu. Część została wydana w Piśmie Zbiorowym Wileńskim (1859), Tygodniku Wielkopolskim (1873). Fragment krytycznie oceniający zagraniczną kadrę uniwersytetu ukazał się w roku 1923 w Wilnie w książce L. Janowskiego pt. W promieniach Wilna i Krzemieńca. 
Jundziłł był też aktywnym członkiem warszawskiego Towarzystwa Przyjaciół Nauk (od 1801) oraz Towarzystwa Gospodarczego (1811). Należał też do rosyjskiego Обществa любителей природы (Koła miłośników przyrody, 1805) oraz Société des Naturalistes de Moscou. W Wilnie od 1806 r. był honorowym członkiem Towarzystwa Nauk i Umiejętności a od 1822 r. był także członkiem Wileńskiego Towarzystwa Lekarskiego. Działał także w wileńskim Towarzystwie Szubrawców.
Na jego cześć Wilibald Besser, nauczyciel botaniki i zoologii w Liceum w Krzemieńcu nazwał odkryty przez siebie gatunek róży Rosa jundzilli Bess. natomiast Hugo Zapałowicz w 1911 roku nowy gatunek lepnicy nazwał Silene jundzilli.

## Naukowa działalność
Jundziłł jakkolwiek uczył wielu przedmiotów przyrodniczych, przede wszystkim pasjonował się botaniką. Okazał się pionierem nauczania weterynarii na Litwie. Prowadził obserwacje wędrówek ptaków i pod tym względem może być uważany za pierwszego ornitologa na Litwie. Zajmował się entomologią. Przygotował też pierwsze podręczniki nauk przyrodniczych dla studentów Uniwersytetu Wileńskiego. Były to wielokrotnie wznawiane, dwutomowe i bogato ilustrowane Początki botaniki (1804-1805) za które car Aleksander I nagrodził go brylantowym pierścieniem. Początki botaniki, miały zastąpić starsze podręczniki Krzysztofa Kluka, ukazały się w Warszawie po pozytywnej recenzji prof. F. Scheidta. Czterotomowa Zoologia krótko zebrana (1807) w następnym roku została wydana w Księstwie Warszawskim i zatwierdzona jako podręcznik. Pisząc swoje podręczniki prof. Jundziłł musiał często tworzyć nowe, fachowe nazewnictwo polskie – wiele z tych słów przetrwało do dziś. Przygotował i wydał pierwszy, w miarę kompletny, opis flory litewskiej – w 1791 roku ukazało się w Wilnie Opisanie roślin w prowincyi W.X.L. naturalnie rosnących według układu Linneusza za które król Stanisław August Poniatowski udekorował Jundziłła złotym Medalem Merentibus (1792). W 1811 r. wyszło Opisania ... wydanie drugie, poprawione i uzupełnione. Ważnym dziełem okazała się też Botanika stosowana czyli wiadomości o własnościach i miejscu roślin w handlu, ekonomice, rękodziełach i ich ojczyźnie, mnożeniu, utrzymywaniu, według układu Linneusza. 
Oprócz wyżej wymienionych dzieł fundamentalnych S. B. Jundziłł pozostawił po sobie popularyzatorskie dzieła z zoologii i rolnictwa w formie pytań i odpowiedzi (w czasach oświecenia bardzo popularna forma dotarcia do niezbyt wyrobionego czytelnika), opisy budowy wielu organizmów, życiorysy np. Karola Linneusza oraz wspomnienia. Był członkiem korespondentem Towarzystwa Warszawskiego Przyjaciół Nauk. 

## Twórczość

### Ważniejsze dzieła
- Opisanie roślin w prowincji W. X. L. naturalnie rosnących, według układu Linneusza, Wilna 1791; przedmowę przedr. Z. Florczak, L. Pszczołowska w: Ludzie Oświecenia o języku i stylu, t. 2, Warszawa 1958
- O źrzódłach słonych i soli stokliskiej, Wilno 1792
- "Dysertacja mineralogiczno-geograficzna o krajach, gdzie się kruszce znajdują, i o wielości rocznego ich wydobywania. W dzień rozpoczęcia publicznych lekcji w Szkole Głównej Litewskiej", Index lectionum in alma Academia Vilnensi anno 1798; wyd. osobne: Wilno 1798, (praca doktorska)
- Botanika stosowana, czyli wiadomość o własnościach i użyciu roślin w handlu, ekonomice, rękodziełach, o ich ojczyźnie, mnożeniu, utrzymywania, według układu Linneusza, Wilno 1799
- "Dysertacja o szarańczy i sposobach jej wygubienia, czytana na publicznym posiedzeniu Akad. Wil. w dzień obchodu koronacji... Aleksandra I", Sesja publiczna Uniw. i Akad. Wil. w dzień uroczystego w Wilnie obchodu koronacji Najj. Aleksandra I, Wilno 1801; wyd. osobne: Wilno 1801
- Index plantarum horti botanici Universitatis Vilnensis. Anno 1802, Wilno (1802); wydano także indeksy za lata: 1804, 1808, 1810, 1811 (z dopełnieniem), 1814, 1815, 1817, 1821, 1822, 1823 (z dopełnieniem), 1824, 1825
- Początki botaniki, cz. 1: Fizjologia roślin, Warszawa 1804; cz. 2: Nauka wyrazów, Warszawa 1805; wyd. następne: cz. 1-2, Wilno 1818; wyd. 3 Wilno 1829
- Zoologia krótko zebrana, cz. 1: Zwierzęta ssące; cz. 2: Ptastwo; cz. 3: Płazy i ryby; cz. 4: Owady i robactwo; t. 1-4, Wilno 1807; wyd. następne: cz. 1-2 jako t. 1-2: wyd. 2 Wilno 1824-1825; wyd. 3 Wilno 1827; wyd. 4 Wilno 1829 (na karcie tytułowej t. 2 błędnie podano r. 1827 i określenie Trzecie wydanie)
- O przymiotach potrzebnych w sztuce ogrodniczej rozprawa, brak miejsca wydania 1809
- Opisanie roślin litewskich według układu Linneusza, Wilno 1811
- Opisy różnych przedmiotów historii naturalnej z rycinami kolorowymi, Wilno 1820, (współautor: F. Jurewicz)
- Uwagi nad pismem P. Szymonowicza o dzisiejszym stanie mineralogii, Wilno brak roku wydania
- "Zbiór ułamkowych wiadomości o osobach i zakładach naukowych w dawniejszym i obecnym stanie Wileńskiego Uniwersytetu", powst. głównie w roku 1829, uzupełniane w latach: 1833-1834, 1843; fragmenty ogł.: J. Jundziłł Biblioteka Warszawska 1850, t. 1; A. H. Kirkor Pismo zbior. wil. na r. 1859, s. 117-150; (A. H. Kirkor) Tygodnik Wielkopolski 1872, nr 51-52 i odb.; 1873, nr 13-27; także wyd. osobne: "Obrazki litewskie. Ze wspomnień tułacza Sobarri", Poznań 1874; L. Janowski Rocznik Towarzystwa Przyjaciół Nauk w Wilnie na r. 1909, t. 3 (1910), s. 19-52; także przedr. w: "W promieniach Wilna i Krzemieńca", Wilno 1923, s. 39-71; rękopis zaginiony, 2 fragmenty w Bibliotece Jagiellońskiej, sygn.: 228, 949
- Pamiętniki życia, powst. około 1835-1840, na podstawie notatek prowadzonych w latach 1800-1835; wyd. A. M. Kurpiel, Kraków 1905 jako odb. z Archiwum do Dziejów Literatury i Oświaty w Polsce, t. 13 (1914)sic!; fragmenty przedr. Z. Florczak, L. Pszczołowska w: Ludzie Oświecenia o języku i stylu, t. 2, Warszawa 1958; rękopis w Bibliotece Polskiej w Paryżu, sygn. 245 (do s. 75 autograf, dalej pisany inna ręką, ale poprawiany przez Jundziłła)
- Bibliophobia, czyli księgowstręt, rękopis, (artykuły humorystyczno-satyryczne pisane pod pseud.: Wawrzyniec Kostrzyca)
- "Rzut oka na Chowannę B. Trentowskiego", rękopis: Biblioteka PAN Kraków, sygn. 1362, oddz. 5.

Rozprawy ogłaszał ponadto w czasopismach: Biblioteka Warszawska (1850, t. 1), Dziennik Wileński (1805-1806, 1815-1816, 1818, 1821-1822), Kurier Litewski (1818, 1846; tu m.in.: O owadach spadłych w Wilnie, 1846, nr 62), Orędownik Naukowy (tu: O stanie Akademii Wileńskiej za moich czasów, 1841, s. 292), Pamiętnik Farmaceutyczny Wileński (1822).

### Przekłady dzieł
- G. B. Beccaria: O elektryczności sztucznej i naturalnej... księgi dwie z włoskiego na język polski przez... przełożone, Wilno 1786.

### Listy i materiały
- Do S. K. Potockiego z 10 lipca 1791, rękopis: Archiwum Główne Akt Dawnych (Archiwum Wilanowskie, sygn. 279/VI)
- Korespondencja ze Stanisławem Augustem z okresu od 20 lipca 1791 do 6 sierpnia 1792, rękopis: Biblioteka Czartoryskich, sygn. 727, s. 703-709
- Do Izby Edukacyjnej Księstwa Warszawskiego 2 listy z roku 1809, rękopis znajdował się w Archiwum Oświecenia Publicznego w Warszawie, sygn.: 4138, 4599
- Do A. J. Czartoryskiego 6 listów z lat 1822-1824, rękopis: Archiwum Kuratorii Wileńskiej, sygn. 5457
- Do J. Lelewela, rękopis: Biblioteka Jagiellońska, sygn. 4435
- Pisma w sprawie Uniwersytetu Wileńskiego, rękopisy: Archiwum Kuratorii Wileńskiej.

Bardziej szczegółową bibliografię twórczości podaje W. Sławiński: "Bibliografia dzieł, prac i artykułów ks. St. B. Jundziłła" w: "X. S. B. Jundziłł", Lublin 1947, Annales Univ. M. Curie-Skłodowska.